# Модош
Модош (на сръбски: Јаша Томић или Jaša Tomić; на немски: Modosch; на унгарски: Módos, по-рядко – Németmódós) е град в Сърбия, Автономна област Войводина, Среднобанатски окръг, община Сечан.
Разположено е в близост до сръбско-румънската граница. Днес Модош е преименуван в чест на Яша Томич (1856 – 1922), сръбски публицист и политик от Войводина. При Модош е разположен локален гранично-пропускателен пункт с Румъния.
Градът има предимно сръбско население, има и малка българска банатска общност.

## История
За пръв път Модош се споменава в документи от 1334 година под името Мадус, по-късно и като Модус и Модош. По това време населението на Модош е унгарско. След 16 век, когато този район е завладян от османците, част от унгарското население е прогонено. Османските регистри от 17-18 век отбелязват предимно славянски (сръбски) имена на жителите на Модош. След 1717 година Модош е включен в състава на Австрийската империя. През същата година година градът има 50 къщи. През 1746 година в Модош е издигната православна църква „Свети Никола“, построена в бароков стил. Днес църквата е обявена за паметник на културата.
През втората половина на 18 век в Модош се заселват жители от различни националности – немци (след 1792 година), сърби, българи, унгарци и други.
След разпада на Австро-Унгария през 1918 година за кратко селището е в границите на Румъния. С влизането в сила през 1924 година на Белградския протокол от 1923, определящ границата между Кралството на сърби, хървати и словенци и Румъния, Модош е в пределите на КСХС. Около половината от имотите на жителите му остават в румънска територия.
Според данни на българското консулство в Белград, през 1942 година Модош има 4300 жители. След края на Втората световна война населението му намалява поради изселването на неговите немски жители (1874 души по данни от 1931 г.
През 2005 г. Яша Томич е наводнен от придошлите води на близката река Тимиш (на банатски български: Timiš).

## Население
През 1971 година градът има 3873 жители, спадат на 2982 души (2002) и 2373 души по преброяването от 2011 г.
Етнически състав
(2002)
- 2126 (71,29 %) – сърби
- 251 (8,42 %) – унгарци
- 142 (4,76 %) – цигани
- 125 (4,19 %) – югославяни
- 29 (0,97 %) – българи
- 11 (0,37 %) – македонци
- 10 (0,34 %) – хървати

Българи в Модош
Българите в Модош, които са част от банатските българи, са преселени в селището след 1779 година от днешна Румъния, главно от Стар Бешенов (Дудещи веки). През 80-те години на 19 век една част от българските жители на Модош се завръщат в България и заедно с други банатски българи се заселват в село Бърдарски геран.
През втората половина на ХІХ век българският учител Димитър Недельов е преподавател по български език в селището. Това обучение е прекратено през 1895 година, когато българският език (както и немският за местните немски жители) е заместен с унгарски.
През [1896 година Любомир Милетич посочва 400 българи в Модош. Според унгарска статистика от 1910 година техният брой е 458 души. Данни, предоставени през 1935 година на българския пълномощен министър в Белград Димо Казасов, посочват 100 български къщи или 500 българи в Модош.
През първата половина на ХХ век българите са 3-та по численост народност в Модош след немците и сърбите. Немците и българите (които са католици) ползват обща църква, в която имат равни права. Всяка втора неделя местният немски свещеник служи на „далматски“ (т.е. хърватски език) за българите.
По официални данни българите в Модош през 2002 година са 29 души.

## Личности
- Йозу (Йосиф) Рил, просветен деец на банатските българи
- Георги Дамянов (1911 – 1991), поет, просветен деец на банатските българи